# Арпин, Джон
Джон Фрэнсис Оскар Арпин (3 декабря 1936 — 8 ноября 2007) — канадский композитор, музыкант и шоумен, получивший известность как пианист-виртуоз в жанре рэгтайма.
Родился в Порт-Макникол, Онтарио. Получил образование в Королевской музыкальной консерватории, которую окончил в возрасте шестнадцати лет, и позднее окончил Университет Торонто.
Арпин много исполнял и часто гастролировал. Он умер 8 ноября 2007 года в Торонто, Онтарио.

## Звукозаписи
Арпин записал более шестидесяти альбомов, в основном в жанре рэгтайма; кроме того, играл музыку в бродвейском жанре, поп-музыку и классическую музыку.
В 2002 году он записал семь компакт-дисков сольной фортепианной музыки в студии April Avenue. В эти альбомы вошли популярные бродвейские темы и другие популярные мелодии. В настоящее время только два из этих сборников по-прежнему доступны в CD формате, а большинство других треков можно найти на в iTunes.

## Выступления
Арпин выступал и как сольный артист, и в составе оркестров по всему миру. В Канаде он выступал вместе с Морин Форрестер и Питером Эпплъярдом.

## Награды
Арпин три раза был номинирован на Премию «Джуно» за заслуги в канадской музыке. В июне 1998 года он завоевал Премию имени Скотта Джоплина награду от Фонда имени Скотта Джоплина (г. Седалия, Миссури).

## Критические отзывы
Известный исполнитель регтайма Юби Блейк назвал Джона Арпина «Шопеном регтайма», а рецензент из Нью-Йорк Таймс назвал его «Рихтером регтайма». Журнал High Fidelity отозвался об одном из его альбомов: «Это лучшая из известных мне подборок записей фортепианного регтайма, и, как мне кажется, наиболее мастерски исполненная».